# تشارلز بي. كلارك
تشارلز بي. كلارك (بالإنجليزية: Charles B. Clark)‏ هو سياسي أمريكي، ولد في 24 أغسطس 1844 في الولايات المتحدة، وتوفي في 10 سبتمبر 1891 بواتيرتاون في الولايات المتحدة. حزبياً، نشط في الحزب الجمهوري. انتخب عضو جمعية ولاية ويسكونسن وانتخب عضو مجلس النواب الأمريكي.